# Strafkommando Charlie Bravo
Strafkommando Charlie Bravo ist ein französischer Spielfilm von Claude Bernard-Aubert aus dem Jahr 1980.

## Handlung
Einige Tage vor dem Ende des Indochina-Krieges wurde ein Kommando von dreizehn Fallschirmjägern unter der Führung von Leutnant Brissac auf das vietnamesische Dorf Quinh Quang abgesetzt, wo eine Krankenschwester – Catherine Fournier – gefangen gehalten wurde. Sie ziehen sich zu ihrer Basis zurück – 20 Tage zu Fuß entfernt –, nachdem sie das Dorf zerstört und seine Bewohner getötet haben. Am nächsten Tag wird der Reporter François Girard mit dem Fallschirm abgeworfen. Er muss die Rückkehr des Kommandos begleiten und er wird seinen Männern etwas später mitteilen, dass die Operation zu Propagandazwecken durchgeführt wurde, um die Zeitungen zu füttern und die Menschen die französische Niederlage in Vietnam vergessen zu lassen. Einige Vietnamesen wollen Fallschirmjäger töten, um die massakrierten Dorfbewohner zu rächen. Das Kommando hat keine Zeit, vor dem Waffenstillstand zu seiner Basis zurückzukehren. Brissac, Catherine, François und zwei weitere Männer kommen in Sichtweite des Meeres. Ein letzter Hinterhalt. Der Leutnant wird getroffen. Der Reporter nimmt seine Waffe – was er bis dahin abgelehnt hatte – die kleine Truppe ist von allen Seiten umzingelt, aber der Feind ist unsichtbar. Ein Kanu wird mit dem Fallschirm abgeworfen. Die fünf Überlebenden erreichen es kriechend. Als sie sich zum Einsteigen bereit machen, bricht die Schießerei aus…

## Hintergrund
Mit Charlie Bravo kehrte Claude Bernard-Aubert nach einigen Jahren, in denen er nur Pornofilme gedreht hatte, wieder zu seinen Anfängen, dem Kriegsfilm, zurück. Neben den Filmstars Bruno Pradal und Jean-François Poron besetzte er den Pornostar Piotr Stanislas, mit dem er sechs Pornos gedreht hatte. Stanislas hatte sich kurz zuvor mit der Hauptrolle im preisgekrönten Schwulendrama Wir waren ein Mann (1979) gerade im Mainstream-Kino etabliert. Die Darstellerin der Krankenschwester, Karine Verlier, hatte zuvor in einigen italienischen Erotikfilmen gespielt und ungenannte Auftritte in Komparsenrollen in Black Emanuelle – Stunden wilder Lust und Fellinis Stadt der Frauen.

## Kritik
Der Filmdienst urteilte: „Ein Film voll genüßlich zelebrierter Grausamkeiten und mit verlogener Schein-Antikriegshaltung.“